# 23. ceremonia wręczenia nagród Gildii Aktorów Ekranowych
23. ceremonia wręczenia nagród Gildii Aktorów Ekranowych za rok 2016, odbyła się 29 stycznia 2017 roku, tradycyjnie w Shrine Exposition Center w Los Angeles.
Galę wręczenia nagród transmitowała stacja TNT. Nagrody zostały przyznane za wybitne osiągnięcia w sztuce aktorskiej w minionym roku. Wyboru dokonuje blisko 165. tysięcy członków Gildii Aktorów Ekranowych.
Nominacje do nagród ogłoszone zostały 14 grudnia 2016 roku; prezentacji dokonali aktorzy Common oraz Sophia Bush, przy udziale wiceprezydenta SAG-AFTRA Gabrielle Carteris. Nominacje zaprezentowano podczas konferencji w Pacific Design Center’s SilverScreen Theater w West Hollywood.
Nagrodę za osiągnięcia życia przyznano aktorce Lily Tomlin.

## Laureaci i nominowani
Laureaci nagród wyróżnieni są wytłuszczeniem

### Produkcje kinowe

#### Wybitny występ aktora w roli pierwszoplanowej
- Denzel Washington – Płoty
  - Casey Affleck – Manchester by the Sea
  - Andrew Garfield – Przełęcz ocalonych
  - Ryan Gosling – La La Land
  - Viggo Mortensen – Captain Fantastic

#### Wybitny występ aktorki w roli pierwszoplanowej
- Emma Stone – La La Land
  - Amy Adams – Nowy początek
  - Emily Blunt – Dziewczyna z pociągu
  - Natalie Portman – Jackie
  - Meryl Streep – Boska Florence

#### Wybitny występ aktora w roli drugoplanowej
- Mahershala Ali – Moonlight
  - Jeff Bridges – Aż do piekła
  - Hugh Grant – Boska Florence
  - Lucas Hedges – Manchester by the Sea
  - Dev Patel – Lion. Droga do domu

#### Wybitny występ aktorki w roli drugoplanowej
- Viola Davis – Płoty
  - Naomie Harris – Moonlight
  - Nicole Kidman – Lion. Droga do domu
  - Octavia Spencer – Ukryte działania
  - Michelle Williams – Manchester by the Sea

#### Wybitny występ zespołu aktorskiego w filmie kinowym
- Ukryte działania
  - Captain Fantastic
  - Płoty
  - Manchester by the Sea
  - Moonlight

#### Wybitny występ zespołu kaskaderskiego w filmie kinowym
- Przełęcz ocalonych
  - Kapitan Ameryka: Wojna bohaterów
  - Doktor Strange
  - Jason Bourne
  - Zwierzęta nocy

### Produkcje telewizyjne

#### Wybitny występ aktora w miniserialu lub filmie telewizyjnym
- Bryan Cranston – Do końca
  - Riz Ahmed – Długa noc
  - Sterling K. Brown – American Crime Story: Sprawa O.J. Simpsona
  - John Turturro – Długa noc
  - Courtney B. Vance – American Crime Story: Sprawa O.J. Simpsona

#### Wybitny występ aktorki w miniserialu lub filmie telewizyjnym
- Sarah Paulson – American Crime Story: Sprawa O.J. Simpsona
  - Bryce Dallas Howard – Czarne lustro
  - Felicity Huffman – American Crime
  - Audra McDonald – Lady Day at Emerson's Bar and Grill
  - Kerry Washington – Nominacja

#### Wybitny występ aktora w serialu dramatycznym
- John Lithgow – The Crown
  - Sterling K. Brown – Tacy jesteśmy
  - Peter Dinklage – Gra o tron
  - Rami Malek – Mr. Robot
  - Kevin Spacey – House of Cards

#### Wybitny występ aktorki w serialu dramatycznym
- Claire Foy – The Crown
  - Millie Bobby Brown – Stranger Things
  - Thandie Newton – Westworld
  - Winona Ryder – Stranger Things
  - Robin Wright – House of Cards

#### Wybitny występ aktora w serialu komediowym
- William H. Macy – Shameless – Niepokorni
  - Anthony Anderson – Czarno to widzę
  - Tituss Burgess – Unbreakable Kimmy Schmidt
  - Ty Burrell – Współczesna rodzina
  - Jeffrey Tambor – Transparent

#### Wybitny występ aktorki w serialu komediowym
- Julia Louis-Dreyfus – Figurantka
  - Ellie Kemper – Unbreakable Kimmy Schmidt
  - Jane Fonda – Grace i Frankie
  - Uzo Aduba – Orange Is the New Black
  - Lily Tomlin – Grace i Frankie

#### Wybitny występ zespołu aktorskiego w serialu dramatycznym
- Stranger Things
  - The Crown
  - Gra o tron
  - Downton Abbey
  - Westworld

#### Wybitny występ zespołu aktorskiego w serialu komediowym
- Orange Is the New Black
  - Współczesna rodzina
  - Czarno to widzę
  - Teoria wielkiego podrywu
  - Figurantka

#### Wybitny występ zespołu kaskaderskiego w serialu telewizyjnym
- Gra o tron
  - Luke Cage
  - Daredevil
  - Westworld
  - Żywe trupy

### Nagroda za osiągnięcia życia
- Lily Tomlin